# Lugano Arte e Cultura
Le Lugano Arte e Cultura (ou "LAC"), à Lugano dans le canton du Tessin en Suisse, est un centre culturel voué à la musique, aux arts visuels et aux arts du spectacle, inauguré en septembre 2015. Il abrite le Musée d'Art de la Suisse italienne ("MASI") et est le siège principal de "LuganoInScena" et de "LuganoMusica". L'Orchestre de la Suisse italienne ("OSI") est domicilié au LAC. 
Le centre LAC a été dessiné par l'architecte tessinois Ivano Gianola. Son directeur est le Québécois Michel Gagnon, anciennement à la tête de la Place des Arts de Montréal. Il définit le LAC comme "un lieu de vie, de rencontre et d’échange pour tous".
Le 24 mai 2017, la remise des Prix suisses de théâtre s'est tenue pour la première fois au Tessin, au LAC, en ouverture de la 4e Rencontre du théâtre suisse 2017.

## Histoire
En 1999, la ville de Lugano décide de transformer l'ancien Grand Hôtel Palace en un centre culturel. En 2001, un appel d'offres est lancé pour le projet architectural du LAC ; ce projet doit respecter les contraintes des façades de l'ancien hôtel et celles imposées par les vestiges du couvent et du cloître de l'église Santa Maria degli Angeli voisine. Parmi les 130 offres, le projet retenu est celui de l'architecte Ivano Gianola, un représentant de ladite "école tessinoise". La construction du bâtiment débute en 2010.
En avril 2014, Michel Gagnon est nommé directeur du LAC. Dix-sept mois plus tard, en septembre 2015, le centre ouvre ses portes en présence de la directrice de l'Office fédéral de la culture Isabelle Chassot. Trois semaines de célébrations marquent l'inauguration ; les 2000 places des concerts d’ouverture des 25 et 27 septembre se vendent en quarante-cinq minutes.

## Architecture
Le projet d'Ivano Gianola se caractérise par l'absence de séparation physique entre les rues de la ville et le bâtiment, et par une structure rehaussée de piliers qui s'ouvre sur le lac sans fermer l'espace dans un périmètre défini. Le centre culturel délimite la nouvelle place Bernardino Luini ; il surplombe les eaux du lac et accueille les visiteurs qui arrivent par les rues du centre historique.
Le LAC a un volume total de 180 000 mètres cubes. Le centre culturel abrite une partie des collections du Musée d'art de la Suisse italienne (MASI), créé par l'union du Musée cantonal d'art et du Musée d'art de Lugano. Cette section consacrée aux arts a une superficie de 2 500 mètres carrés sur 3 étages. Ledit "Spazio -1" présente la collection d'art contemporain de Giancarlo et Danna Olgiati.
La salle pour les concerts et les spectacles (appelée "Sala Teatro") a une capacité de 1 000 places assises et une superficie de 800 mètres carrés ; la salle a été conçue par l'architecte Ivano Gianola et le bureau Müller BBM de Munich dans le but de la rendre polyvalente grâce à une coque acoustique modulaire et un système mobile de la fosse d'orchestre qui peut être soulevée jusqu'à la scène. Elle accueille un calendrier complet de spectacles et de concerts où les saisons de LuganoInScena, de LuganoMusica, de la Compagnia Finzi Pasca (dirigée par le chorégraphe et acteur suisse Daniele Finzi Pasca) et de l'Orchestre de la Suisse italienne sont présentées. Le « Teatrostudio » est quant à lui un espace consacré aux répétitions et à la présentation de petits spectacles.